# Codice (diritto)
Un codice, nel diritto, è la denominazione che normalmente designa una raccolta di disposizioni di legge disciplinanti una certa materia giuridica.

## Storia
In età antica, si afferma l'idea di codice come libro di leggi, raccolte dall'autorità in un insieme unitario, promulgato con un unico atto in un momento storico, reso coerente anche attraverso la manipolazione del materiale legislativo preesistente e naturalmente incluso, e per ciò stesso con carattere innovativo rispetto agli atti preesistenti in esso raccolti. Una delle opere più famose fu il codice di Hammurabi, babilonese, uno dei più antichi esempi di testo normativo. Nell'antica Grecia sono da ricordare le arcaiche leggi di Gortina a Creta e nell'antica Roma le Leggi delle XII tavole. Fondamentale per la sintesi del diritto romano e per la giurisprudenza nei secoli seguenti in Occidente è il Corpus iuris civilis fatto redigere nel VI secolo dall'imperatore bizantino Giustiniano.
Secondo lo storico ebreo ellenistico Eupolemo, Mosè inventò l'alfabeto e redasse il primo codice di leggi scritte, le Tavole della Legge (Praeparatio evangelica 9.26.1). I primi cinque libri della Bibbia, il Pentateuco, contengono le norme giuridiche ed etico-religiose per il popolo ebraico. Alla base della Legge ebraica c'è poi il Talmud.
Nel diritto romano il termine Codex, infatti, era originariamente il nome delle tavolette cerate su cui prendere appunti, connesse in modo da formare una sorta di primitivo bloc-notes. Il latino codex aveva proprio il significato generico di libro compatto cucito sul dorso, che si legge voltando le pagine. La particolare forma fece sì che il termine si applicasse poi al vero e proprio libro rilegato, quando esso cominciò a contendere il campo al rotolo di papiro (volumen). Tuttora, nella filologia classica, il termine "codice" designa appunto un manoscritto confezionato in questa forma. A partire dal XVII secolo si nota l'impiego di codice per designare non tanto il libro in cui il diritto è riordinato, quanto lo stesso diritto nelle sue connotazioni di unitario e ordinato.
L'ulteriore specializzazione del vocabolo è il risultato di un processo (ideologico, politico, nonché linguistico) destinato a compiersi nei primi decenni del XIX secolo in gran parte dell'Europa e nei paesi extraeuropei che essa influenza nelle strutture organizzative. Il codice nel periodo precostituzionale era concepito come un libro di regole giuridiche organizzate secondo un sistema, caratterizzato dall'unità di materia corrispondente ad un settore dell'organizzazione giuridica, vigente per tutta l'estensione geografica dello Stato, rivolto a tutti i sudditi (o soggetti all'autorità politica statale), voluto e pubblicato dall'autorità, abrogante tutto il diritto precedente contrastante, nonché destinato a lunga durata. Questa specializzazione corrisponde contemporaneamente alla nascita di nuove forme giuridico-amministrative alla base della Codificazione moderna, cioè la presentazione nei vari Stati dei diversi Codici: civili, penali, commerciali, di procedura civile e di procedura penale. Queste strutture organizzative complesse, i diritti codificati e i codici, con i loro nomi tecnici e con la loro "cultura", sono dotate di un elemento ideologico e di una filosofia operativa che le spiega e riflette.

## Caratteristiche
Alla base della genesi di un codice c'è l'idea di accorpare e sistematizzare la materia giuridica, al fine di semplificare il compito degli interpreti e degli operatori del diritto, nonché di minimizzare il potere influenzante dell'eventuale soggettività interpretativa degli stessi: intento fruttifero contestato dal Savigny.
Solitamente, i codici sono pertanto denominati in base alla materia su cui dispongono e hanno l'effetto, con la loro approvazione, di portare all'abrogazione (quantomeno implicita) di tutte le previgenti disposizioni di legge sulla medesima materia.
Una classificazione a grandi linee dei vari tipi di codice riscontrabili nell'esperienza moderna potrebbe prendere le mosse dalla fondamentale distinzione tra diritto sostanziale e diritto processuale.
Nella prima categoria (diritto sostanziale), nell'ordinamento giuridico italiano, rammenteremo almeno il codice civile ed il codice penale, mentre per la seconda (diritto processuale) andranno considerati il codice di procedura civile ed il codice di procedura penale.
Gli articoli di un codice generalmente recano clausole generali con maggiore frequenza delle leggi speciali (che sono spesso molto lunghe e recano norme casistiche o dettagliate).

## Nel mondo

### Italia
Nel 1979 Adriano Cavanna, noto storico e giurista italiano, afferma: "[...] in obbedienza al dogma della completezza, i codici si pongono come testo organico disciplinante in totale via esclusiva un certo ramo del diritto, rompendo assolutamente ogni rapporto col sistema di fonti del diritto comune". A partire dagli anni 2000 sono stati emanati una serie di codici, allo scopo di coordinare e riordinare diverse materie, soprattutto a causa della grande quantità di leggi speciali che ha riguardato molte materie in precedenza regolate esclusivamente dai codici.
Nell'ordinamento italiano il codice è un'opera normativa diversa dal testo unico; infatti con quest'ultimo termine si intende una raccolta organica e sistematica di norme relative ad una o più materie. Il processo evolutivo del termine codice ha messo da parte il concetto di completezza, che lo ha caratterizzato dalla metà dell'Ottocento fino al periodo fascista, per dare spazio a quello di ordine. Infatti dopo la seconda guerra mondiale ogni volta che il legislatore ha emanato un codice o un testo unico ha inteso dare un ordine logico alla materia. Il codice è distinto dall'atto, simile per natura, di tipo testo unico, in quanto, mentre il codice è sostanzialmente innovativo della materia, il testo unico mira solamente a raccogliere in un unico atto tutto il materiale normativo vigente.
Tuttavia, una volta approvato in forme opportune, il testo unico ha lo stesso effetto abrogativo dei codici, e pertanto le future modifiche alla disciplina andranno ad incidere direttamente sul testo unico e non sulle leggi in esso catalogate.